# Prawda (tygodnik trockistowski)
Prawda (oryg. fr. La Vérité) – tygodnik, a następnie dwumiesięcznik trockistowski wydawany w okresie 1929–1940. 
Od momentu znalezienia się na wygnaniu w Turcji Lew Trocki nawiązał liczne kontakty ze zwolennikami Lewicowej Opozycji w różnych krajach europejskich, pragnąc koordynować działalność komunistów o nastawieniu antystalinowskim na skalę międzynarodową. Wbrew swoim oczekiwaniom, Trocki szybko zorientował się, że identyfikujący się z opozycją działacze komunistyczni w krajach zachodnich są częstokroć ze sobą skłóceni, nie posiadają jednolitej koncepcji dalszej aktywności, jak również różnie oceniają przemiany zachodzące w ZSRR i ich dalsze perspektywy. Jednym ze środków wzmocnienia opozycji i zwiększenia jej sił miała być w zamyśle Trockiego regularnie wychodząca gazeta polityczna, prezentująca analizy sytuacji w ZSRR i na świecie z perspektywy trockistowskiej. W odróżnieniu od „Biuletynu Opozycji”, adresowanego do czytelnika rosyjskiego, nowa publikacja miała stanowić platformę dyskusji politycznej dla zwolenników opozycji poza ZSRR oraz narzędzie do propagowania jej poglądów wśród robotników krajów Europy Zachodniej. 
Wobec braku środków finansowych na natychmiastową publikację gazety o zasięgu ponadnarodowym Trocki zdecydował się w 1929 na ograniczenie się – w założeniach tymczasowe – do tygodnika wydawanego w języku francuskim, na terenie tego kraju. Jego filarem początkowo miała być grupa kierowana przez Maurice'a Paza, wydająca czasopismo „Contre le Courant” (Przeciw Prądowi). W kwietniu 1929 Trocki planował włączyć do prac nad gazetą również Alberta Treinta i jego zwolenników oraz redakcję pisma „Rewolucja Proletariacka” z Alfredem Rosmerem. Trocki zwrócił się do Paza z prośbą o rozpoczęcie na łamach „Contre le Courant” promocji nowego pisma, jednak ten uczynił w tym kierunku niewiele. Widząc ponadto zaostrzające się konflikty personalne na podzielonej francuskiej lewicy antystalinowskiej, Trocki zmienił plany związane z gazetą, postanawiając uczynić ją organem niezwiązanym z żadną z istniejących do tej pory grup trockistowskich. 
13 sierpnia 1929 komitet redakcyjny z Rosmerem na czele wydał pierwszy numer „Prawdy”, mający formę ulotki zapowiadającej charakter przyszłej gazety. Właściwy pierwszy numer z pełną ilością stron ukazał się po miesiącu. Rosmer pozytywnie oceniał efekty jego dystrybucji. W liście do Trockiego pisał, że redakcja oczekiwała w najlepszym razie sprzedania 2000 egzemplarzy, podczas gdy sprzedanych zostało 3200. Zainteresowanie kolejnymi numerami było jednak już mniejsze i ustabilizowało się na poziomie przewidywanym przez autorów pisma. Trocki nigdy nie był formalnym członkiem redakcji. Wpływał jednak na kształt jej prac poprzez indywidualne kontakty z dziennikarzami „Prawdy”, jak również formułował listy otwarte, drukowane na łamach pisma. Przedstawiał w nich postulowane przez siebie cele gazety – wymianę poglądów między członkami opozycji oraz promowanie ich idei wśród robotników. Od początku swojego istnienia „Prawda” publikowała komentarze dotyczące bieżącej sytuacji we Francji i na świecie, jak również polemizowała z innymi pismami trockistowskimi we Francji (przez które była często atakowana). Z czasem zaczęła być również przesyłana do działaczy lewicy antystalinowskiej poza Francją, przejmując funkcję nigdy niewydanej międzynarodowej gazety opozycyjnej. 
Gazeta była wydawana do śmierci Trockiego w 1940. 